# 高遠駅

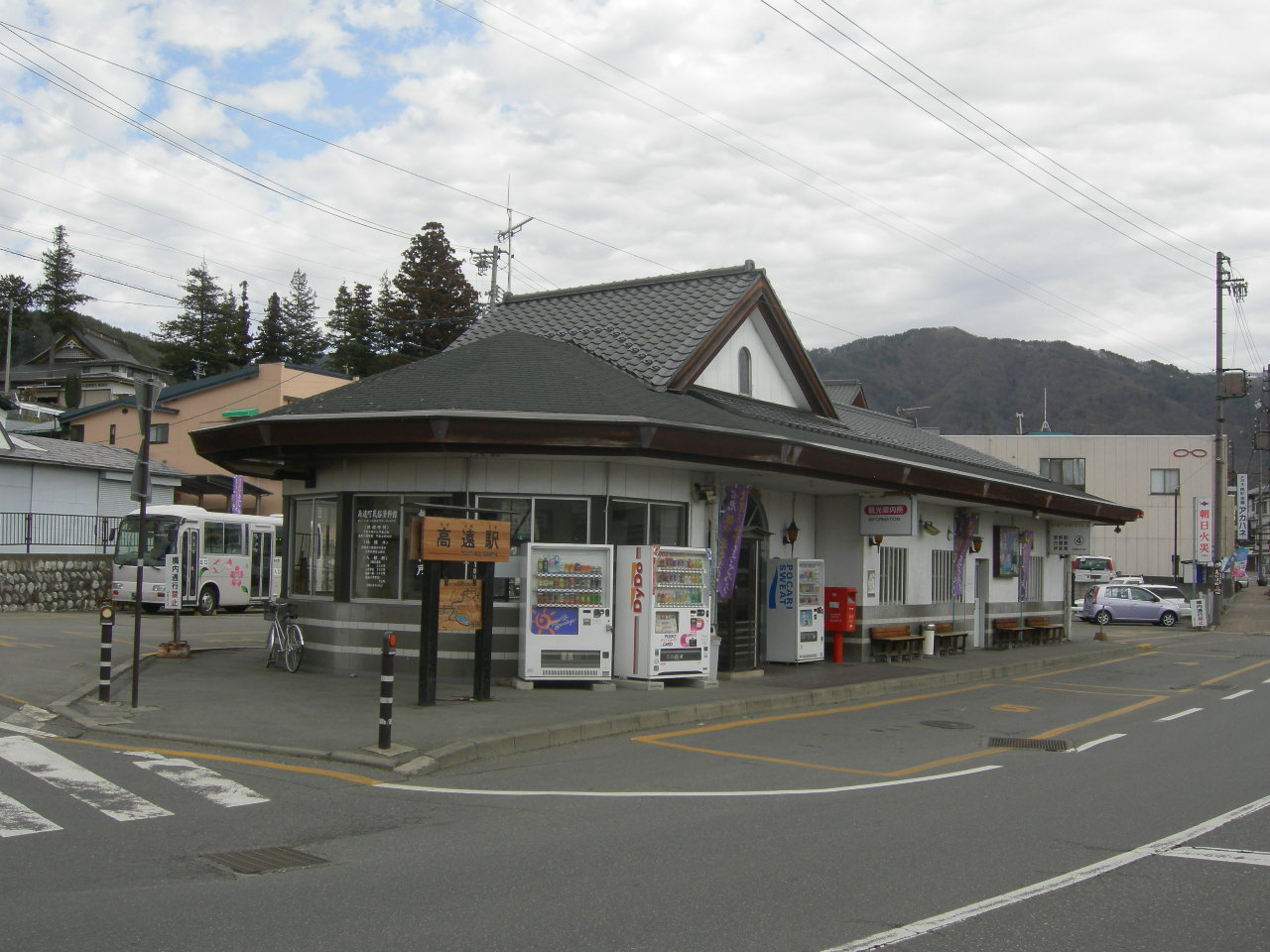
高遠駅（2008年3月撮影）

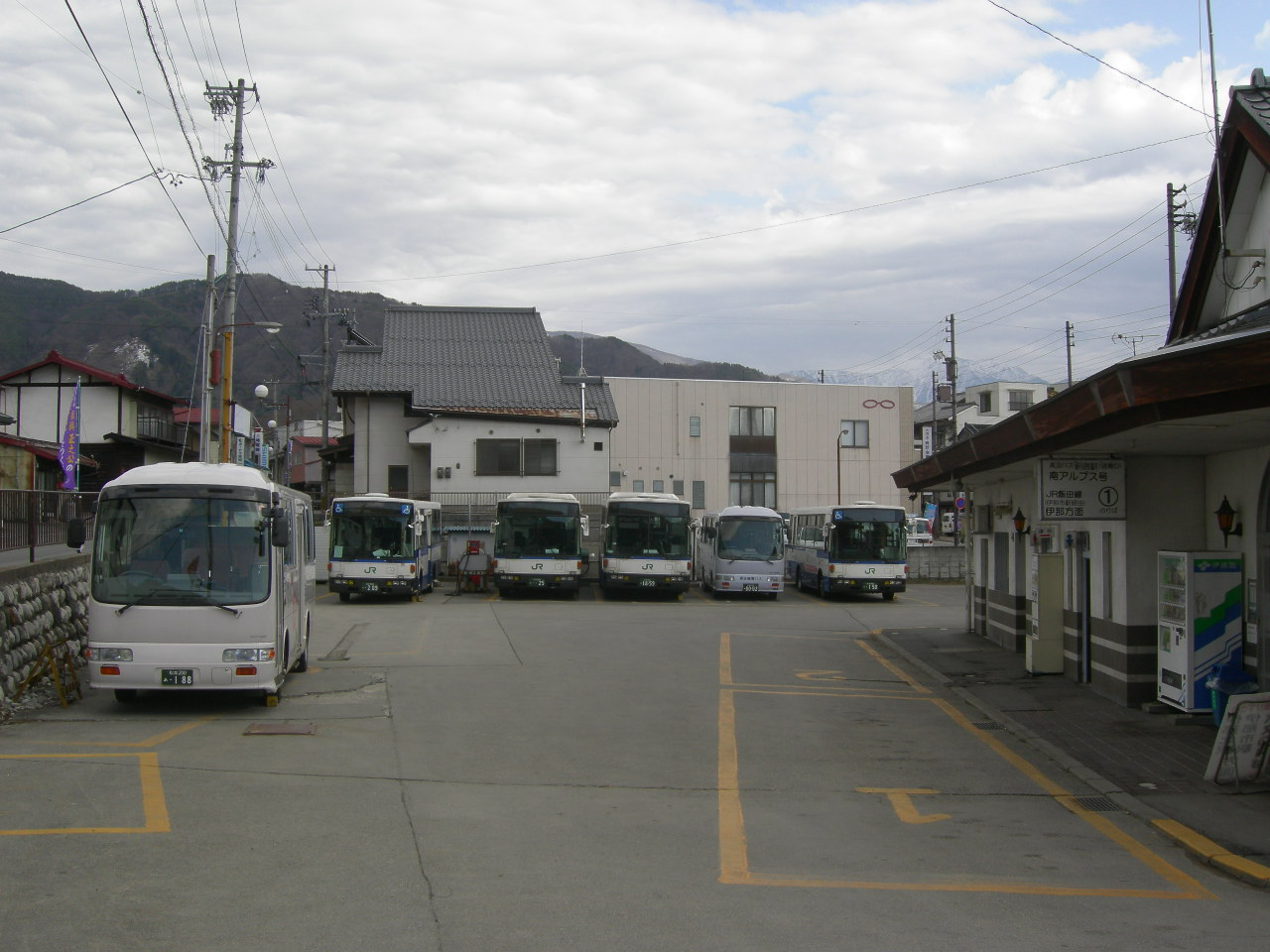
高遠駅のりばと駐車中のバス（2008年3月撮影）

高遠駅（たかとおえき）は、長野県伊那市高遠町西高遠1735-2にあるジェイアールバス関東（伊那支店）バスターミナル（自動車駅）である。

## 概要
伊那市の高遠町地区にあり、1948年（昭和23年）1月に開設された。国鉄バス時代から高遠町のバス運行の拠点として機能している。構内にはバス待機場が設置されている。
駅舎には定期券・回数券窓口（営業時間10時-12時、13時-17時。お盆年末年始休業）があり、中央道支店の社員が業務に応っていたが、2022年3月31日をもって窓口営業を終了し、無人化された。
2001年から2009年7月31日までは、高速バス「南アルプス号」の運行により、当駅は東京と直接結ばれていた。

## 利用できる路線
- 高遠線（高遠高校前・さくらの湯 - 高遠駅 - 伊那バスターミナル - 伊那北駅 - JRバス車庫前・伊那中央病院・上伊那農業高校）
- 快速茅野線（高遠駅 - 茅野駅）※4月の高遠さくら祭り期間に運行
- 藤沢線（高遠駅 - 伊那藤沢 - 古屋敷）
- 長谷循環バス（高遠駅 - 高遠高校前 - 伊那美和 - 戸台パーク(仙流荘) - 市野瀬公民館 - 杉島公民館さんざ亭）
- お花見循環バス（高遠駅 - 高遠城址公園 - 高遠駅）※高遠さくら祭り期間（期間中の一部の日）に運行
- 南アルプスジオライナー（茅野駅 - 高遠駅 - 戸台パーク(仙流荘)）※7月から11月の一部期間運行

## 駅周辺
- 白川タクシー高遠営業所
- 伊那市役所高遠町総合支所
- 高遠スポーツ公園
- 長野県高遠高等学校
- 商家民俗資料館
- 鉾持神社
- 建福寺
- 満光寺
- 高遠郵便局
- JA上伊那東部支所
- 八十二銀行高遠支店
- アルプス中央信用金庫高遠支店
- ニシザワ高遠食彩館
- 高遠温泉さくらの湯（約1.0km）
- 高遠城址公園（約1.8km）
- 高遠町歴史博物館（約1.5km）
- 信州高遠美術館（約1.5km）
- 高遠さくらホテル（約2.5km）